# 明智茂朝
明智茂朝（1538年－1582年7月2日）是日本戰國時代至安土桃山時代武將。明智光秀的家臣。通稱勝兵衛、庄兵衛。本名是溝尾茂朝。

## 簡歷
在明智光秀仕於織田信長以前就是光秀的家臣。在光秀的側近經常擔任補佐役，在天正10年（1582年）5月跟隨光秀擔任德川家康的接待役。本能寺之變時贊成討伐信長。同年参加山崎之戰，擔任第一番隊的司令，戰敗後與光秀一起逃走。但是遺憾的是，光秀被百姓攻擊而身受重傷，在光秀的命令下擔任介錯。把光秀的首級帶回近江的坂本城後自殺。享年45歲。
另外根據第二次世界大戰前日本参謀本部的記錄，記載著茂朝「有長年的功績」而被信長許可使用明智氏的姓。進攻丹波的時候，使用了「明智茂朝」的名稱。

## 登場作品
影視劇
- 無賴漢長兵衛（1930年、牧野（日语：マキノ映画製作所）、演：中村東之助）
- 森蘭丸（1955年、日活、演：深水吉衛）
- 敵在本能寺（1960年、松竹、演：田中謙三）
- 残酷的河（1963年、松竹、演：須賀不二男）
- 續・忍者（日语：続・忍びの者）（1963年、大映、演：福井隆次）
- 國盜物語（日语：国盗り物語 (NHK大河ドラマ)）（1973年、NHK大河劇、演：松村彦次郎）
- 太閤記（日语：太閤記 (1987年のテレビドラマ)）（1987年、TBS、演：飯山弘章）
- 春日局（1989年、NHK大河劇、演：右京孝雄）
- 戰國武士的有給休假（日语：戦国武士の有給休暇）（1994年、NHK、演：川端槙二）
- 影武者織田信長（1996年、ANB、演：島田順司）
- 秀吉（1996年、NHK大河劇、演：今福將雄（日语：今福将雄））
- 功名十字路（2006年、NHK大河劇、演：吉野正弘）
- 軍師官兵衛 （2014年、NHK大河劇、演：永倉大輔）